# 竹野明倫
竹野 明倫（たけの あきとも、1985年〈昭和60年〉11月23日 - ）は、日本の元プロバスケットボール選手で指導者。福岡県福岡市南区出身。現役時代のポジションはポイントガード。現在は阪南大学男子バスケットボール部ヘッドコーチ。
2007年にbjリーグのライジング福岡に入団しプロ選手となる。2009年より新潟アルビレックスBBに移った後福岡に戻り、2014-15シーズンより、秋田ノーザンハピネッツ所属、2016年より西宮ストークスに所属し翌年に現役を引退。
2008-09シーズンと2010-11シーズンの2度、スリーポイントシュート成功率1位のタイトルを獲得。また2008-09シーズンと2009-10シーズンの2度、フリースロー成功率3位を記録した。

## 来歴
福岡市立大池小学校で10歳の時にバスケットボールを始める。その後、早良区に移り住み、福岡市立百道中学校から福岡大大濠高校に進み、3年次の2003年には主将としてインターハイ・ウィンターカップ準優勝に導いた。高校卒業後は大東文化大学に進学。小学校時代からのライバルであったチームメイトの阿部友和らと共に、4年次で関東学生トーナメント初優勝、インカレ3位となった。
2007-08シーズン途中の2008年に、ライジング福岡とアーリーチャレンジで契約を結び、20試合に出場。
シーズン終了後、ドラフト全体5位で新潟アルビレックスBBに入団した。2008-09シーズンは、レギュラーシーズン52試合とカンファレンスセミファイナル3試合にすべて出場し、レギュラーシーズンではスリーポイントシュート成功率1位となる41.3%を記録した。また、このシーズンのbjリーグオールスターゲームにも選出された。
新潟で2シーズンを過ごした後、金銭トレードにより2010-11シーズンよりライジング福岡に戻る。このシーズン、スリーポイントシュート成功率46.0%で、再び成功率1位のタイトルを獲得した。また2012-13シーズンには、2度目のオールスターゲーム出場を果たした。
2013-14シーズン終了後、フリーエージェント権を行使。7月に秋田ノーザンハピネッツへの移籍が発表された。秋田は、新潟でのチームメイトであった長谷川誠がヘッドコーチに新たに就任しており、長谷川が目指す攻撃的なスタイルに、竹野は適合する選手であった。竹野はスターティングメンバーとして試合に出場し続けたが、2015年2月28日、信州ブレイブウォリアーズ戦で左膝前十字靭帯断裂の重傷を負い、残る試合の欠場を余儀なくされた。最終的に2014-15シーズンは35試合出場、1試合平均9.7得点、4.3アシスト、フリースロー成功率93.0%の記録を残した。
2015-16シーズン、2016年2月20日の富山グラウジーズ戦で試合に復帰した。この日以降のレギュラーシーズン20試合全てに先発出場し、1試合平均5.5得点を挙げた。秋田はファイナルズに進出し3位に終わったが、3位決定戦で3本の3ポイントを含む15得点を決めた。
2016-17シーズン、bjリーグとNBLが統合しBリーグとなった初年度、B2の西宮ストークスに移籍した。キャプテンに就任し、2016年10月8日のアースフレンズ東京Z戦ではシーズン最多の20得点を挙げた。しかし、2017年1月2日の熊本ヴォルターズ戦で再び左膝前十字靭帯を断裂してしまった。

### 引退後
2019-20シーズンより大阪エヴェッサのアシスタントコーチを務める。2020年8月から2021年3月まで天日謙作ヘッドコーチの病気療養に伴い、ヘッドコーチ代行を務めた。

## 個人成績
| シーズン | チーム | GP  | GS  | MPG  | FG%   | 3P%   | FT%   | RPG | APG | SPG | BPG | TO  | PPG  |
| -------- | ------ | --- | --- | ---- | ----- | ----- | ----- | --- | --- | --- | --- | --- | ---- |
| 2007-08  | 福岡   | 20  | 0   | 17.7 | 44.6  | 41.5  | 81.3  | 0.4 | 2.1 | 0.9 | 0   | 1.1 | 8.1  |
| 2008-09  | 新潟   | 52  | 20  | 25.2 | 39.7  | 41.3  | 89.4  | 1.1 | 3.2 | 1   | 0   | 2.2 | 13   |
| 2009-10  | 新潟   | 51  | 33  | 23.0 | 35.2  | 26.9  | 85.5  | 1.3 | 2.9 | 0.1 | 0.1 | 1.7 | 8.6  |
| 2010-11  | 福岡   | 50  | 43  | 32.0 | 43.6  | 46.0  | 81.3  | 1.7 | 3.7 | 1.2 | 0.1 | 1.6 | 10.2 |
| 2011-12  | 福岡   | 47  | 43  | 32.1 | 38.4  | 35.5  | 79.1  | 1.8 | 2.9 | 1   | 0.1 | 1.6 | 11   |
| 2012-13  | 福岡   | 49  | 47  | 29.2 | 40.8  | 31.7  | 86.9  | 1.5 | 3.4 | 0.9 | 0.1 | 2.2 | 9.8  |
| 2013-14  | 福岡   | 51  | 48  | 22.4 | 39.3  | 35.2  | 91.2  | 1.2 | 2.6 | 0.9 | 0.1 | 1.9 | 7.6  |
| 2014-15  | 秋田   | 35  | 35  | 26.1 | 44.4  | 42.0  | 93.0  | 2.2 | 4.3 | 0.7 | 0.1 | 1.9 | 9.7  |
| 2015-16  | 秋田   | 20  | 20  | 19.4 | 31.9  | 37.3  | 72.0  | 1.6 | 2.9 | 0.6 | 0.0 | 0.9 | 5.5  |
| 2016-17  | 西宮   |     |     |      |       |       |       |     |     |     |     |     |      |
| 合計     |        | 320 | 186 | 27   | 39.7% | 36.9% | 85.4% | 1.4 | 3.1 | 0.9 | 0.1 | 1.8 | 9.9  |